# Endomelanconiopsis
Endomelanconiopsis is een geslacht van schimmels behorend tot de familie Endomelanconiopsidaceae. De typesoort is Endomelanconiopsis endophytica.

## Soorten
Volgens Index Fungorum telt het geslacht drie soorten (peildatum januari 2022):
| Soortnaam                       | Auteur(s)                           | Publicatiejaar |
| ------------------------------- | ----------------------------------- | -------------- |
| Endomelanconiopsis endophytica  | E.I. Rojas & Samuels                | 2008           |
| Endomelanconiopsis freycinetiae | Tibpromma & K.D. Hyde               | 2018           |
| Endomelanconiopsis microspora   | (Verkley & Aa) E.I. Rojas & Samuels | 2008           |